# Olšina (Ralsko)

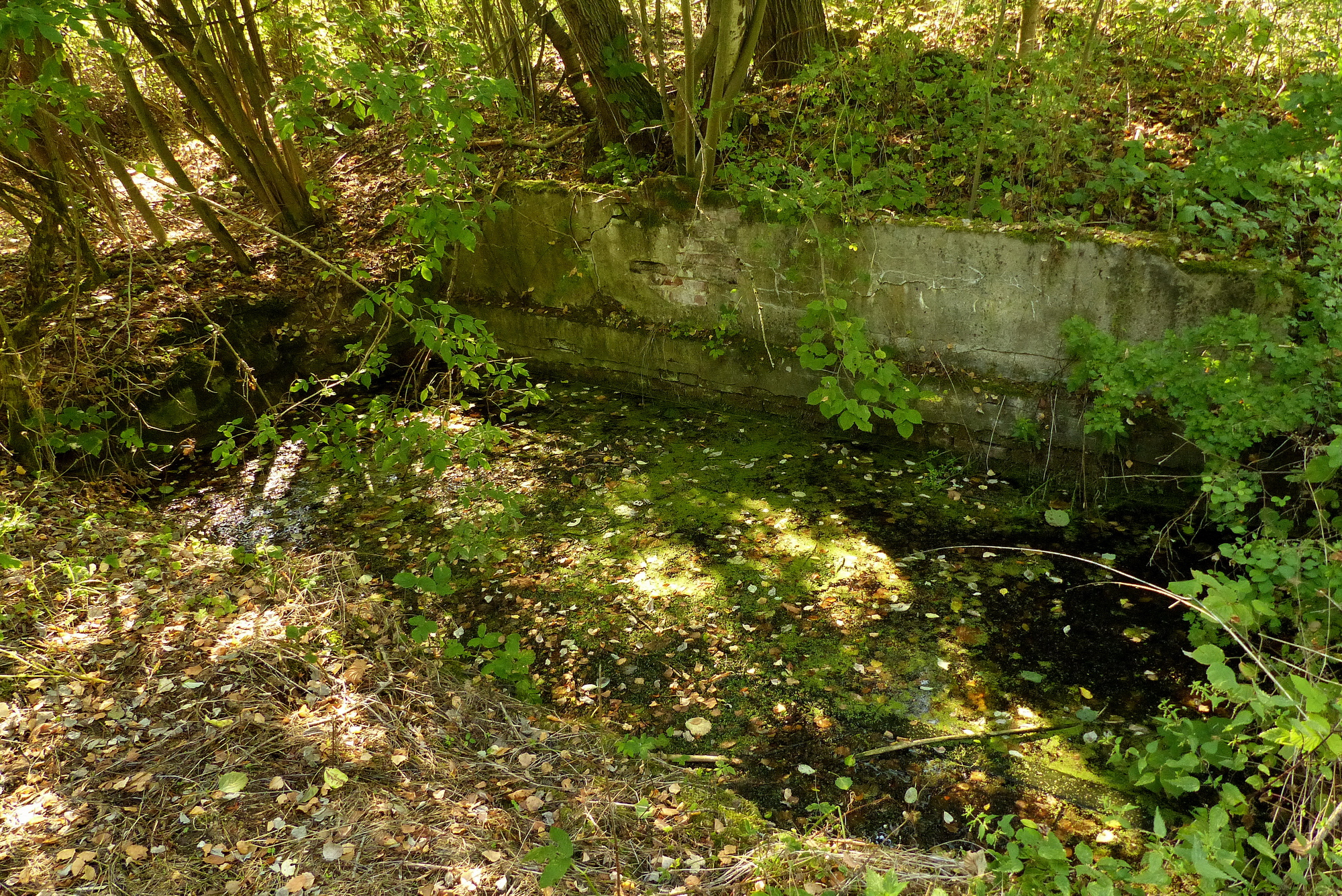
Nádrž na vodu v bývalé Olšině

Olšina (dříve Volšina, německy Wolschen či Wolsina) je zaniklá obec v okrese Česká Lípa v bývalém vojenském prostoru Ralsko, kvůli jehož založení zanikla. Ležela asi 7 km na severovýchod od Kuřívod. Původní zabrané katastrální území bylo Olšina, současné je pomezí Jabloneček, Svébořice a Náhlov v novodobém městě Ralsko.

## Historie
Z obce pochází nález asi 1500 mincí z 15. století.
V obci byly zřízena četnická (r. 1909), telefonní (r. 1902) a poštovní stanice – všechny měly široké správní obvody pro hodně okolních sídel. V provozu byla parní mlékárna s vysokým komínem z roku 1908 (rolníci i z okolních vsí vytvořili Mlékárenské družstvo), cihelna a parní pila, která zajišťovala elektrický proud až do elektrifikace obce v roce 1922. Mezi významné budovy patřila také škola z roku 1890. V místě byly tři hostince, dva obchody a několik obchodníků a řemeslníků. Rolnictví a chov dobytka bylo hlavním zdrojem příjmů prostředků na obživu obyvatel.